# 중앙도서관 (아산시)
중앙도서관은 충청남도 아산시에 있는 공립 도서관이다.

## 연혁
- 2018년 2월 6일 개관.